# آپوستولوس جیانو
آپوستولوس جیانو (تولد ۲۵ ژانویه ۱۹۹۰) یک بازیکن فوتبال اهل استرالیا است.
او در نائوسای یونان به دنیا آمده‌است.
او در تیم ملی فوتبال یونان و تیم ملی فوتبال استرالیا بازی کرده‌است.
وی سابقه بازی در باشگاه فوتبال گوانگ‌ژو آر و اف را دارد.